# پالین (کارولینای جنوبی)
پالین (به انگلیسی: Pauline) یک منطقهٔ مسکونی در ایالات متحده آمریکا است که در شهرستان اسپارتانبرگ، کارولینای جنوبی واقع شده‌است.